# クマのウィニー

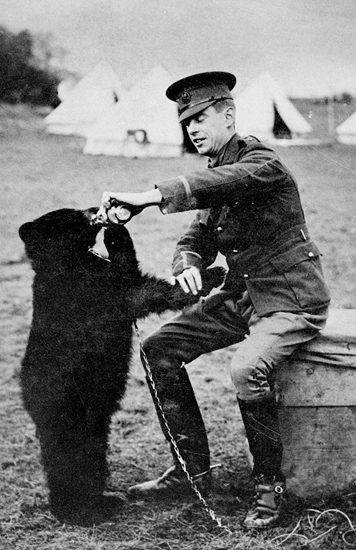
コルバーンとウィニー（1914年）

クマのウィニー（Winnipeg bear）は、実在した雌のアメリカグマである。A・A・ミルンの小説『クマのプーさん』の主人公「プー」（原語では「ウィニー・ザ・プー」（Winnie-the-Pooh））の名前の元となった。

## 概要
第一次世界大戦中の1914年、カナダに駐屯する軍獣医のハリー・コルバーン中尉が、オンタリオ州ホワイトリバーにて猟師が連れていた孤児の子熊を20ドルで購入した。
この熊は中尉の故郷ウィニペグにちなんで「ウィニペグ（ウィニー）」と名付けられた。カナダ軍の連隊（the Royal Winnipeg Rifles（ロイヤル・ウィニペグ・ライフルズ）のマスコットとなったこのクマは、隊とともに渡英し、その後、隊がフランスに発つ際にロンドン動物園に預けられた。1919年12月に正式に寄贈される。そこでウィニーを見たミルンの息子クリストファー・ロビンが、自分のぬいぐるみのクマをウィニーと名付けることになる。当時は子供が囲いの中に入り、餌を与えることも可能であったとされ、クリストファーがウィニーにハチミツを与えている写真が残っている。
ウィニペグは1934年5月12日にロンドン動物園で息を引き取った。その頭蓋骨は標本として保管され、2015年にイングランド王立外科医師会のハンテリアン博物館で初めて公開された。研究の結果、標本は大部分の歯が失われており、これは高齢や、動物園で甘いものを食べさせられた食生活が理由と考えられている。
クマのウィニーの物語を元にして、2004年にCBC.caによる映画が製作されている。ウィニペグのアシニボイン公園（Assiniboine Park）にはウィニーとコルバーン中尉の像が建てられている。

## 参考資料
- 『世界で一番有名なクマ ウィニーの物語』 ISBN 978ー4286034096
- 『プーさんとであった日 世界でいちばんゆうめいなクマのほんとうにあったお話』 ISBN 978-4566080126 コルバーンの曾孫による絵本